# Museo de Aguascalientes
El Museo de Aguascalientes, es el museo del Estado de Aguascalientes que alberga la obra de artistas oriundos de la entidad. Fue creado como museo por la iniciativa del poeta aguascalentense Víctor Sandoval en 1975, el edificio fue reconstruido por Refugio Reyes Rivas.

## Historia

### Antecedentes
Antes de que el edificio fuera museo, el 15 de septiembre de 1878 fue inaugurado como Liceo de Niñas con el apoyo de José Bolado (quien donó su sueldo de diputado), Alfredo Lewis, Pedro y José Rincón Gallardo y el gobernador Francisco G. Hornedo. La escuela fue creada para que las mujeres de Aguascalientes se prepararan para el matrimonio y en administrar a la familia (educar a los hijos y organizar los ingresos del hogar), también, se pretendía que las alumnas recibieran educación basada en conocimientos científicos. 

No se trataban de igualar a la mujer con el hombre sino simplemente darle un poco de ilustración y que desempeñara algunos trabajos que antes eran sólo reservados para varones.

Otra de las características del liceo, era brindar la licenciatura de profesora (educadora), ya que consideraban una profesión maternal. La carrera duraba seis años y el plan de estudios abarcaba materias de: Astronomía, Mineralogía, Matemáticas, Lógica, Ética, Filosofía, Gimnasia, Caligrafía, y más. Otro tipo de materias que estaban apegadas a la formación de la mujer (materias mujeriles) eran: corte y confección, cocina, lavado, planchado, bordado, Labores de aguja y economía e Higiene del Hogar. Con el paso del tiempo, se quitaron algunas materias como la de Astronomía, porque se consideraban más propias del hombre. En 1901 se anexaron las materias de: Historia Natural, Química y Retórica; estas materias eran impartidas por los doctores: Apolonio Ruiz y Zacarías Topete. Una de las preocupaciones que tenía la institución era evitar que las mujeres se dedicaran a la prostitución, por lo tanto, las niñas que aceptaban eran seleccionadas y de familias adineradas y distinguidas socialmente.
En los primeros años del Liceo fue apoyado por mismos profesores que trabajaban ahí mismo, ya que, prestaban sus servicios sin recibir un salario. Estos deberían de contar con una formación académica a un nivel doctoral, sobre todo en las materias de Historia Natural, Química y Retórica. La primera dirección de la escuela estuvo bajo la administración de Antonia López (viuda de Chávez), se distinguía por ser una mujer prudente y tenaz. En 1895 fue sustituida por la señorita Rosa Valadez, exalumna de la misma escuela y se le distinguía por su ardua dedicación a la docencia; para el año de 1904 presentó un comunicado que para ese entonces habían egresado alrededor de 74 profesoras, las primeras de ellas estaban sustituyendo a los primeros profesores, y otras se encontraban al frente de escuelas oficiales dentro y fuera del estado. 
Había tres tipos de alumnas en el liceo:  
1. Regulares: inscritas en todos los cursos correspondientes a su año y con derecho a obtener un título.
2. Supernumerarias: asistían sólo algunas clases pero no obtenían ningún diploma o certificado.
3. Clases libres: quienes sin hacer los estudios con sujeción a los planes concurrían a alguna o algunas clases.

Con la Revolución Mexicana el Liceo de Niñas y el Instituto de Ciencias, padeció de falta de recursos y clausura temporal. En 1915, con el gobierno de Martín Triana, se le cambió el nombre por el de Escuela Normal de Estado para Señoritas, tiempo después pasó a ser el Museo de Aguascalientes.

### Remodelación
Ubicado en el Centro Histórico de la capital del estado, el inmueble fue construido en 1903 y reconstruido por Refugio Reyes Rivas en 1914.
A inicios del siglo XX, el terrero donde hoy se ubica el Museo de Aguascalientes formaba parte de una gran huerta, inicialmente se construyó el pórtico y el primer patio, dónde se instaló un colegio católico.
En 1914, el gobierno revolucionario intervino el predio, para que se estableciera una Escuela Normal para Maestros que funcionó únicamente un año.
En 1915 y 1916 se realiza la reconstrucción general y ampliación del edificio, a cargo de Refugio Reyes Rivas, con el edificio ya reconstruido se instaló la Escuela Normal para Maestras, que permaneció hasta 1975, año el que por iniciativa del poeta aguascalentense Víctor Sandoval fue inaugurado el Museo de Aguascalientes para albergar la obra de artistas de la localidad como Saturnino Herrán.

## Características del edificio
En el primer patio las salas corresponden a exposiciones temporales y una semipermanente, cuenta con siete salas de exposición, un espacio para conciertos y conferencias, Alberga obra variada de Gabriel Fernández Ledesma; exhibe dibujo, pintura, fotografía, cerámica, escenografía, arte gráfico.
En el segundo patio se encuentran tres salas de exposición permanente de la obra del gran artista aguascalentense Saturnino Herrán, 
En los patios, corredores y jardines se encuentran expuestas esculturas de Jesús F. Contreras, Francisco Zúñiga, Alberto de la Vega, Charlotte Yazbek y Germán Cueto. La sala Dr. Jesús Díaz de León, está dedicada a conciertos o conferencias. Así mismo, se realizan a lo largo del año exposiciones temporales de pintura y escultura, incluidas la moderna y la contemporánea.

## Estilo
De estilo neoclásico sobresale el pórtico de doble columna y el frontón de su fachada, así como en sus patios interiores. El primer patio, se observan esbeltas columnas estriadas sobre pedestal de capitel compuesto y arcos de tres puntos, nos presenta una gran riqueza ornamental en el trabajo de cantera y en la decoración.  En el segundo patio presenta una mejor disposición del espacio. Presenta columnas estriadas, con capitel  de cantera labrada.

## Colecciones

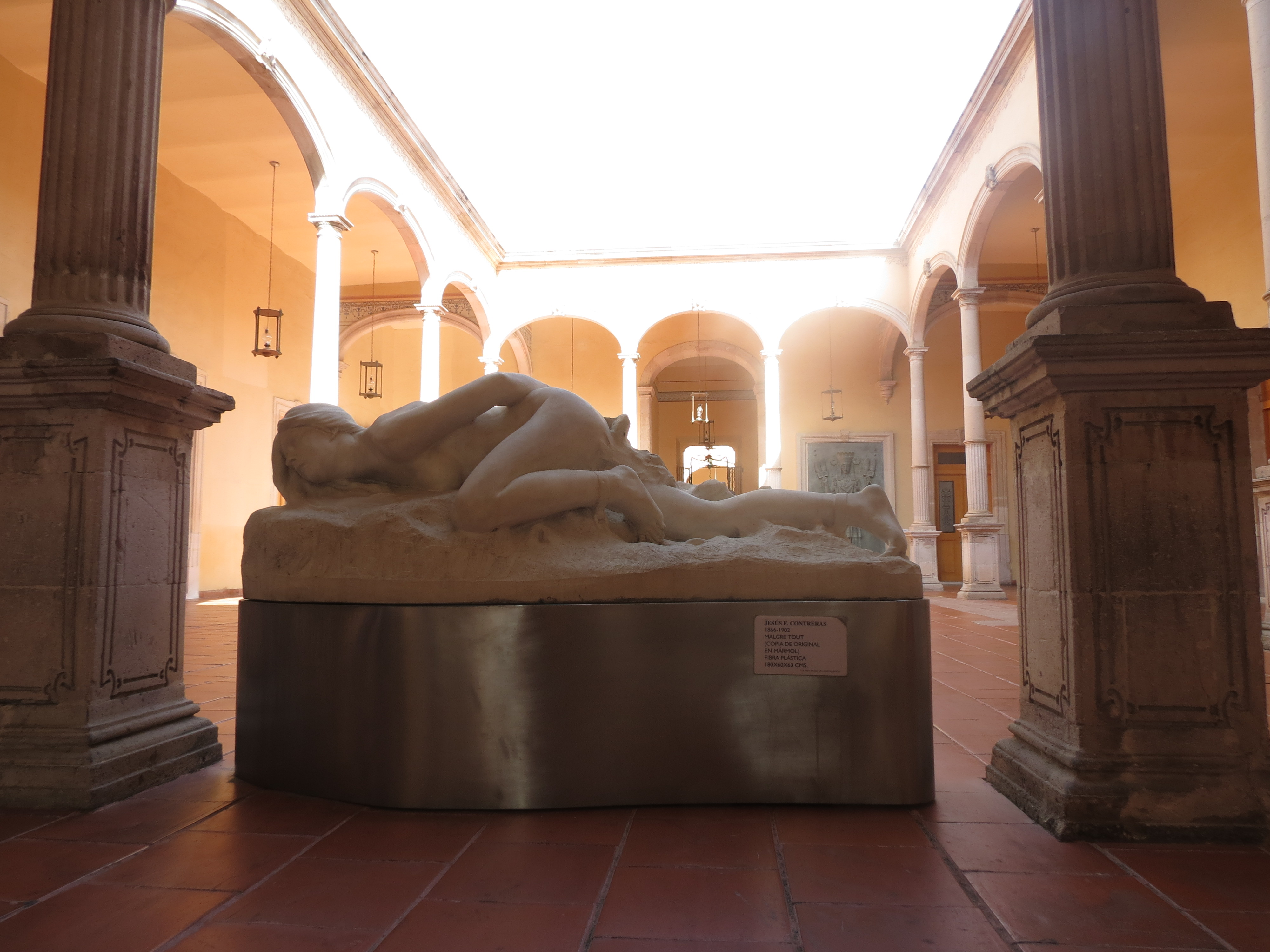
Réplica del Malgré tout de Contreras en el Museo Aguascalientes.

El Museo de Aguascalientes cuenta con un acervo importante de artistas, entre las obras que se resguardan se encuentran cuatro prestigiosos artistas de la entidad: Saturnino Herrán Jesús F. Contreras, Gabriel Fernández Ledesma y Francisco Díaz de León.      
Se pueden admirar algunas esculturas de Jesús F. Contreras, entre las que sobresale la titulada Malgré Tout  reproducida en material plástico y cuyo original se encuentra en el Museo Nacional de Arte de la Ciudad de México, que fuera galardonada con el primer premio en la Exposición Universal de París, Francia en 1900. 

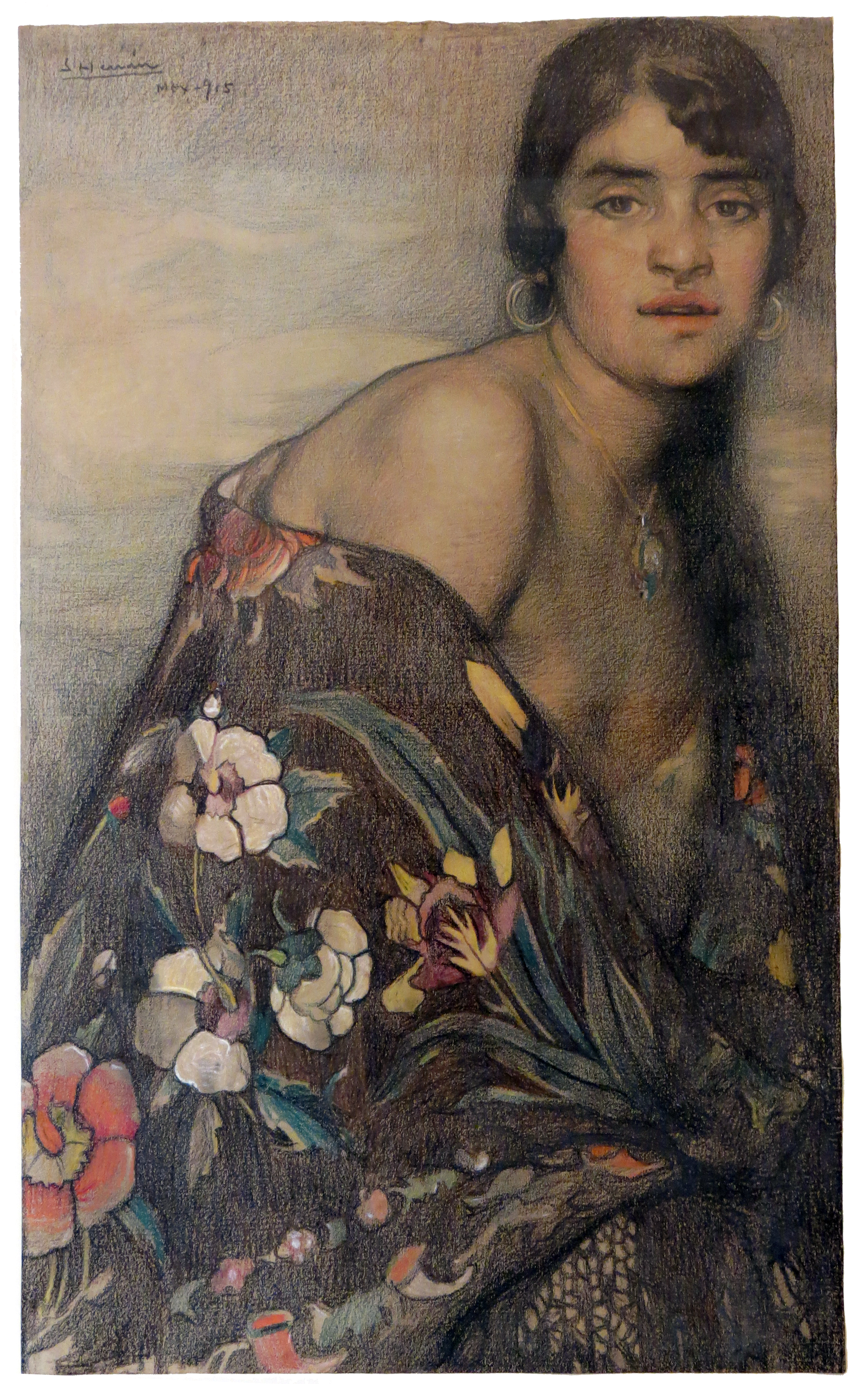
La Criolla del Mantón de Saturnino Herrán en el Museo de Aguascalientes

Como parte del acervo se encuentra la exposición permanente de Saturnino Herrán, con obras como: El gallero, Sra. Rosario Arellano de Herrán, Bodegón, La criolla del mantón, Tehuana, La leyenda de los volcanes, Herlinda, entre muchas más.

## Ubicación
Se ubica en el centro de la ciudad en la Calle de Zaragoza a un costado del Templo de San Antonio.